# 1.Cuz
 (février 2024).
Pour les articles homonymes, voir Cuz.
1.Cuz, de son vrai nom Abas Abdikarim Bakar (né le 23 septembre 1997), est un rappeur suédois d'origines somaliennes.

## Biographie
Abas est originaire de Hässelby-Vällingby, Stockholm, et a des origines somaliennes. Il a passé deux ans en prison, une expérience qui a influencé sa musique. En tant que rappeur, il se présente généralement avec un masque blanc.
Sa carrière musicale commence peu après sa sortie de prison avec la sortie de la chanson Akta mannen à la fin 2018. Avec son premier single, Bakar s'est placé dans le classement des singles suédois. D'autres classements suivent, jusqu'à ce qu'il acquiert une plus grande notoriété avec la chanson Försent, qu'il a sortie en collaboration avec Greekazo. Cette chanson devient ensuite la chanson-titre de la série suédoise de Netflix Snabba Cash, dont la première a lieu en 2021,.
En décembre 2019, son premier album studio, 1 år, atteint la première place du classement suédois des albums. Un an plus tard, il sort son deuxième album, FFF. Les paroles de ses chansons évoquaient à plusieurs reprises les armes et la drogue. Il explique lui-même rapper sur ce qu'il a vécu et sur ce qui se passe autour de lui,. En mai 2022, il est invité à chanter sur un remix de la chanson 2step d'Ed Sheeran. En collaboration avec le trio norvégien Ballinciaga, il se classe pour la première fois dans les charts norvégiens en mars 2023 avec la chanson Dumme Kids.

## Discographie

### Albums studio
- 2019 : 1 år (indépendant)[9] (1er en Suède[7])
- 2020 : FFF (MR Entertainment) (6e en Suède[7])

### EP
- 2019 : Tre hjärnor (13e en Suède[7])